# James Helms Kasler
James Helms Kasler, ameriški častnik, vojaški pilot in letalski as, * 2. maj 1926, South Bend, Indiana, Združene države Amerike, † 24. april 2014, West Palm Beach, Florida, ZDA.
Med svojo kariero je sestrelil 6 sovražnikovih letal in poškodoval tri.

## Odlikovanja
- Letalski križec z dvema hrastovima listoma,
- srebrna zvezda z enim hrastovim listom,
- legija za zasluge
- zaslužni letalski križec z osmimi hrastovimi listi,
- škrlatno srce z enim hrastovim listom,
- zračna medalja z desetimi hrastovimi listi,
- bronasta zvezda z bojnim V